# 笹部佳子
笹部 佳子（ささべ・よしこ、197x年11月14日 - ）は、日本のフリーアナウンサー、フリーライター。
韓国在住で、同国に関連した活動が多い。愛称は「ささ姫」。

## 経歴
福岡県北九州市出身。1995年神戸学院大学法学部卒業。
大学卒業後は、NHK富山放送局に契約社員として勤務し、地域情報番組でのキャスターを務めた。契約期間満了後には、地元・福岡県におけるフリーアナウンサーとして活動していた。
2000年（平成12年）10月、「韓国の熱気を体感しよう」と思い立って同国に移住した。初めは韓国語を全く話せず、西江大学校語学堂において語学学習から開始した。同校において1年半のあいだ韓国語を学んだ後、本格的に韓国に拠点を移しての活動を開始した。2004年4月、3年余の経験をもとに書いた『韓国で働く』（めこん社）を出版。
2004年10月、ソウルで「COCORO」を設立。以降、韓国人スタッフと共に各媒体の取材活動を続けるほか、日韓交流イベントの司会、企画、コーディネイト、制作を行っている。またこの頃から、韓国KBSの国際放送「KBS WORLD Radio」に、パーソナリティーとして出演している。
2013年5月、同じ福岡県出身の講談師神田紅のもとへ入門。以降「神田紅佳」として活動する。
2020年12月31日、韓国KBSで放送された「2020アナウンサー・オン・パレード」で、現在の講談師としての活躍とともに、アナウンサー時代の音源が放送されている。

## メディア出演
- 玄海灘に立つ虹（KBS WORLD Radio日本語放送、金曜）
- たとえば…こんなラジオ『ラジオ体操シーズン2』（同上、土曜）
- ルー大柴のソウル探訪　カジノを愉しむ旅（旅チャンネル・MONDO21）
- ETV特集　日本と朝鮮半島2000年　第6回　蒙古襲来の衝撃（NHK教育）
- 「ムービームービーソウル」「ドラマシティーソウル」ナレーション（衛生劇場）